# Genazzano
Genazzano è un comune italiano di 5 711 abitanti nella città metropolitana di Roma Capitale nel Lazio.

## Geografia fisica

### Territorio
Genazzano è posto al confine tra la città metropolitana di Roma e la provincia di Frosinone; sorge edificato su di uno stretto sperone di tufo vulcanico a 375 m s.l.m. che, con tenue inclinazione, declina dalle propaggini meridionali dei Monti Prenestini per immergersi nella vallata del Sacco. Si trova a 45 km da Roma.
La falda tufacea è orientata lungo l'asse nord-sud; parallelamente ai lati est ed ovest scorrono a fondo valle due corsi d'acqua: rispettivamente il Fossato, di modesta portata, tranquillo, ed il Rio, impetuoso e torrentizio. Il loro incessante lavoro di erosione ha, nel tempo, reso ripidi e scoscesi i fianchi della struttura tufacea sulla quale si estende l'abitato; quest'ultimo si eleva dai 320 m s.l.m. della valle sino a raggiungere la quota di circa 388 metri all'altezza del ponte che unisce il castello al parco comunale; l'ampiezza della piattaforma non supera mai in larghezza i 70-80 metri.
L'altezza massima del comune di Genazzano è 600 metri, quella minima intorno ai 280 metri. Vicino al comune si trova una collina chiamata Colle Pizzuto (445 m), dove c'è la Selva di Genazzano. Si trova nella parte alta del paese un parco chiamato Parco degli Elcini dove prima era collocata la "Castegna Rotonda", uno degli alberi più antichi e simbolici del parco: nel 2011 la Castegna Rotonda è stata abbattuta da un fulmine. Il campo sportivo di Genazzano si chiama "Campo Comunale Le Rose". I fiumi che scorrono a Genazzano sono il Fosso Ciaffo, il Ceraso, il Rio e il Sacco.

### Clima
Classificazione climatica: zona D, 1886 GR/G

## Storia
Conosciuto già ai tempi dell'antica Roma quando era meta di villeggiatura della Gens Genucia, Antonina e Iulia.
Il borgo si costituì nell'XI secolo successivamente divenne feudo storico dei Colonna, che dal Palazzo Baronale, comunemente chiamato "Castello Colonna" (o ancora più semplicemente "Castello" dai paesani), controllavano il passaggio verso Napoli e verso Roma.

### Simboli
Lo stemma di Genazzano deve la sua ideazione alla Disfida di Barletta, avvenuta nel 1503, che vide in contrapposizione 13 cavalieri italiani, che risultarono vincitori, e 13 cavalieri francesi. La partecipazione del cavaliere genazzanese Giovanni Brancaleone diede motivo all'amministrazione comunale, nella seconda metà dell'Ottocento, di rappresentare lo stemma cittadino inserendovi tredici triangoli celesti, uno per cavaliere, contornati dal motto "L'abbattimento". Inoltre, a Genazzano, ogni anno, per celebrare questa vittoria di Brancaleone, viene inscenata la suddetta Disfida.
Il gonfalone è un drappo partito di azzurro e di bianco.

## Monumenti e luoghi d'interesse

### Architetture religiose

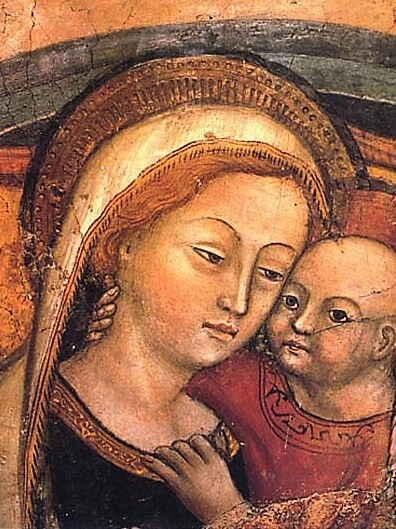
Madonna del Buon Consiglio, affresco originale da Genazzano.

- Santuario della Madre del Buon Consiglio

È la chiesa più importante di Genazzano e ha il rango di basilica minore. L'attuale santuario è meta di pellegrinaggi grazie a numerose guarigioni miracolose, che sarebbero avvenute in seguito a un evento narrato dalla tradizione, riguardante un affresco della Madonna col Bambino comparso miracolosamente su una parete della chiesa il 25 aprile 1467. L'altare del Crocifisso custodisce un affresco di Gesù Crocifisso risalente al XV secolo, anch'esso ritenuto miracoloso dalla tradizione.
- Chiesa della Santa Croce
- Chiesa di San Paolo
- Chiesa di San Nicola
- Chiesa di San Giovanni
- Convento di San Pio

### Architetture civili

Il palazzo Apolloni Vannutelli in una foto del 1935

- Castello Colonna
- Ninfeo di Donato Bramante
- Acquedotto Claudio
- Porta San Biagio
- Palazzo Apolloni
- Porta Romana detta "La Puorta"
- Casa di Brancaleone
- Portale Barocco di Villa Sonnina

### Altro
- Fontana della Seminatrice dello scultore Massimiliano Lucci

### Aree naturali
- Monumento naturale La Selva
- Parco degli Elcini

## Società

### Evoluzione demografica
Abitanti censiti

### Etnie e minoranze straniere
Al 31 dicembre 2015 a Genazzano risultano residenti 558 cittadini stranieri (9,24%), le nazionalità più rappresentate sono:
- Romania: 353 (5,85%)
- Marocco: 36 (0,60%)
- Ucraina: 23 (0,38%)

### Tradizioni e folclore

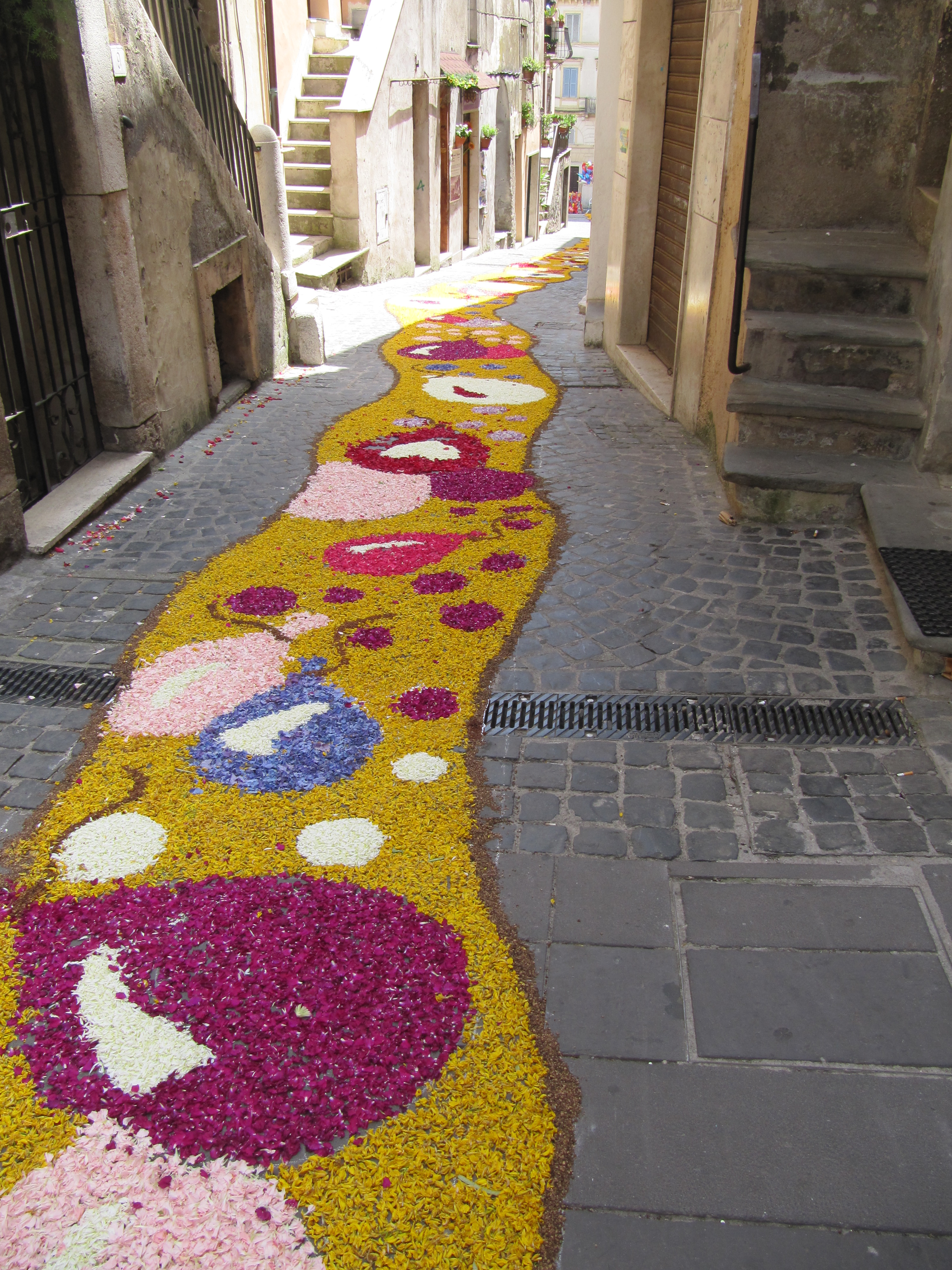
L'Infiorata a Genazzano a luglio 2012.

- Palio di Brancaleone, ogni anno a fine maggio, festa popolare con rievocazione storica della Disfida di Barletta, col giuramento dei cavalieri, sfilata in costume rinascimentale, esibizione degli sbandieratori e certame cavalleresco.
- Festa della Madre del Buon Consiglio, ogni 8 settembre dell'anno, si svolgono i festeggiamenti per la Madonna. La mattina si tiene la fiera a Piazza della Repubblica, nel pomeriggio si continua con la festa per arrivare alla festa della sera dove si tiene un concerto e l'estrazione della riffa. Il paese è coinvolto nella festa per tutta la settimana, «con itinerari nelle tradizioni storiche, artistiche, religiose e popolari»[7].
- Infiorata, ogni prima domenica di luglio, a cui partecipa gran parte della popolazione sia per la raccolta dei fiori che per la realizzazione dei disegni; è una delle più antiche del Lazio (dal 1883). La processione del Sacro Cuore avviene, poi, nel tardo pomeriggio con numerosi personaggi in costume. Nel 2012 è entrata nel Guinness World Records con un'area totale del tappeto floreale di 1642,57 metri quadrati (tappeto lungo oltre 1642 m per 1 metro di larghezza) per "Estensione del tappeto floreale più grande al mondo"[8].

## Cultura

### Musica

#### Banda Musicale Comunale "L. Gardini" di Genazzano
La Banda Musicale Comunale "L. Gardini" di Genazzano è stata costituita intorno al 1860 con il nome di "Concerto Civico" e partecipa regolarmente a manifestazioni in Italia ed all'Estero.

### Media

#### Televisione
Alcune scene della serie tv Mediaset I liceali (tra cui quelle iniziali e della gita in Ciociaria, anche se il paese si trova in provincia di Roma) sono state girate a Genazzano, nel settembre del 2007. Nella finzione scenica il paese viene chiamato Rocca Storta e vi è nato il prof. Antonio Cicerino (interpretato da Giorgio Tirabassi).

#### Cucina
- Gnocchi a Coa de sorica (cioè a "coda di topo"): sono un primo simile agli Strozzapreti, la versione più antica e tradizionale è al sugo, mentre ora vengono conditi anche in una versione meno tradizionale: con pancetta, aglio e un filo d'olio.
- Ciambelline al vino
- Barachie (o baraghie): sono dei dolci ripieni di marmellata di prugne.
- Vini rossi regolamentati dal disciplinare Cesanese di Olevano Romano DOC

### Cinema
- Nel 1969 fu girato il film Il presidente del Borgorosso Football Club, con Alberto Sordi.
- Nel castello è stato girato il film La baronessa di Carini.

## Amministrazione
| Periodo           | Periodo           | Primo cittadino        | Partito             | Carica      | Note |
| ----------------- | ----------------- | ---------------------- | ------------------- | ----------- | ---- |
| 1992              | 2003              | Margherita Coluccini   | ] centro sinistra]  | Sindaco     |      |
| 14 giugno 2004    | 26 settembre 2008 | Francesco Pitocco      | centro-sinistra     | Sindaco     |      |
| 27 settembre 2008 | 7 giugno 2009     | Ferdinando Santoriello |                     | Comm. pref. |      |
| 8 giugno 2009     | 26 maggio 2019    | Fabio Ascenzi          | Partito Democratico | Sindaco     |      |
| 27 maggio 2019    | 20 maggio 2021    | Alessandro Cefaro      | Lista civica        | Sindaco     |      |
| 4 ottobre 2021    | in carica         | Alessandro Cefaro      | Lista civica        | Sindaco     |      |

### Altre informazioni amministrative
- Fa parte della Comunità montana Castelli Romani e Prenestini.

### Gemellaggi
- Le Lude
- Vierkirchen

## Sport

### Atletica leggera
- Atletica Genazzano.[9]

### Calcio
- A.S.D. Audace 1919 che, nel campionato 2022-23, milita nel campionato maschile di Eccellenza.[10]

### Football americano
- Minatori Roma Sud

### Impianti sportivi
- Stadio Sportivo "Le Rose"